# Центральный государственный архив кинофотофонодокументов Санкт-Петербурга
Центральный государственный архив кинофотофонодокументов Санкт-Петербурга (ЦГАКФФД СПб) — одно из богатейших фотохранилищ России, являющееся важным источником аудиовизуальной информации по истории России и СССР. Расположен в Санкт-Петербурге на Таврической улице, 39.

## История
История архива начинается в 1929 году, когда был создан фотоотдел при Ленинградском областном Архивном бюро. В 1941 г. фотоотдел был включён в состав Ленинградского архива Октябрьской революции и социалистического строительства (ГАОРСС ЛО).
В 1966 году на базе фотоотдела ГАОРСС ЛО был образован Ленинградский государственный архив кинофотофонодокументов (ЛГАКФФД), преобразованный в 1987 году в Центральный государственный архив кинофотофонодокументов г. Ленинграда (ЦГАКФФД Ленинграда).
С 1991 года, в связи с переименованием города, архив получил название «Центральный государственный архив кинофотофонодокументов Санкт-Петербурга» (ЦГАКФФД СПб).
С января 2005 года архив располагается в новом помещении по адресу: Санкт-Петербург, Таврическая улица, дом 39.
В фондах архива хранится более 550 тысяч фотодокументов за 1850-е — 2010 годы, основной объём которых представлен в виде чёрно-белых негативов (оригиналов на стекле и плёнке). Также имеется позитивный фонд в объёме более двух тысяч единиц хранения (особо ценные фотоальбомы и тематические подборки отпечатков за 1860—1960 годы).
Более 11 тысяч хранящихся в ЦГАКФФД СПб фонодокументов за 1903—1990 годы представлены грамзаписями симфонических концертов, опер, эстрадных выступлений.
В связи с отсутствием специальных архивохранилищ и необходимых условий хранения кинодокументами архив не комплектуется.